# Nogometna reprezentacija Nijemaca iz Danske
Nogometna reprezentacija Nijemaca iz Danske predstavlja njemačku nacionalnu manjinu iz Danske.
Trenutačni izbornik: 

Osnovana:

## Sudjelovanja na natjecanjima
Sudionici su Europeade, europskog prvenstva nacionalnih manjina koje se održalo u Švicarskoj od 31. svibnja do 7. lipnja 2008.

U svojoj skupini su osvojili treće mjesto, što nije omogućavalo prolazak u daljnje natjecanje. Ispred njih su bili kasniji osvajači odličja, srebrna  vojvođanskih Hrvata i brončana nogometna reprezentacija Roma iz Mađarske.

## Vanjske poveznice i izvori
- (njem.) Europeada Službene stranice Europeade 2008.